# Lomas del Salto
Lomas del Salto es una localidad del estado mexicano de Jalisco. Es parte del municipio de El Salto. Fue fundada el 15 de septiembre de 2013.

## Demografía
| Censo | Población |
| ----- | --------- |
| 2020  | 3 949     |